# Friedrichita
La friedrichita és un mineral de la classe dels sulfurs. Rep el nom en honor del professor Othmar Michael Friedrich (18 de desembre de 1902 - 12 de maig de 1991), de la Universitat Minera de Leoben, Àustria. Friedrich va dedicar la seva recerca gairebé íntegrament als jaciments de minerals dels Alps Orientals.

## Característiques
La friedrichita és una sulfosal de fórmula química Pb₅Cu₅Bi₇S₁₈. Va ser aprovada com a espècie vàlida per l'Associació Mineralògica Internacional l'any 1978, sent publicada per primera vegada un any més tard. Cristal·litza en el sistema ortoròmbic. La seva duresa a l'escala de Mohs es troba entre 3,5 i 4.
Segons la classificació de Nickel-Strunz, la friedrichita pertany a «02.H - Sulfosals de l'arquetip SnS, amb Cu, Ag, Fe, Sn i Pb» juntament amb els següents minerals: aikinita, gladita, hammarita, jaskolskiïta, krupkaïta, lindströmita, meneghinita, pekoïta, emilita, salzburgita, paarita, eclarita, giessenita, izoklakeïta, kobellita, tintinaïta, benavidesita, jamesonita, berryita, buckhornita, nagyagita, watkinsonita, museumita i litochlebita.
L'exemplar que va servir per a determinar l'espècie, el que es coneix com a material tipus, es troba conservat al Smithsonian.

## Formació i jaciments
Va ser descoberta a Sedl, a Salzburg (Àustria), i ha estat descrita en uns pocs jaciments d'Europa, Amèrica i Àsia.